# Afrikanen
Afrikanen är en självbiografisk berättelse av den franske författaren Jean-Marie Gustave Le Clézio utgiven 2004.
I boken berättar Le Clézio om hur han som åttaåring reste till Nigeria för att för första gången träffa sin far som arbetade som läkare där. Mötet med fadern och Afrika blev en omvälvande upplevelse som starkt skulle påverka Le Clézios liv och författarskap.

## Mottagande
- "Le Clézios lilla bok är stor och har i sin klara, rena stil en enkelhetens genialitet." – Svenska Dagbladet
- "...en liten magnifik bok" – Aftonbladet